# Guldendorf

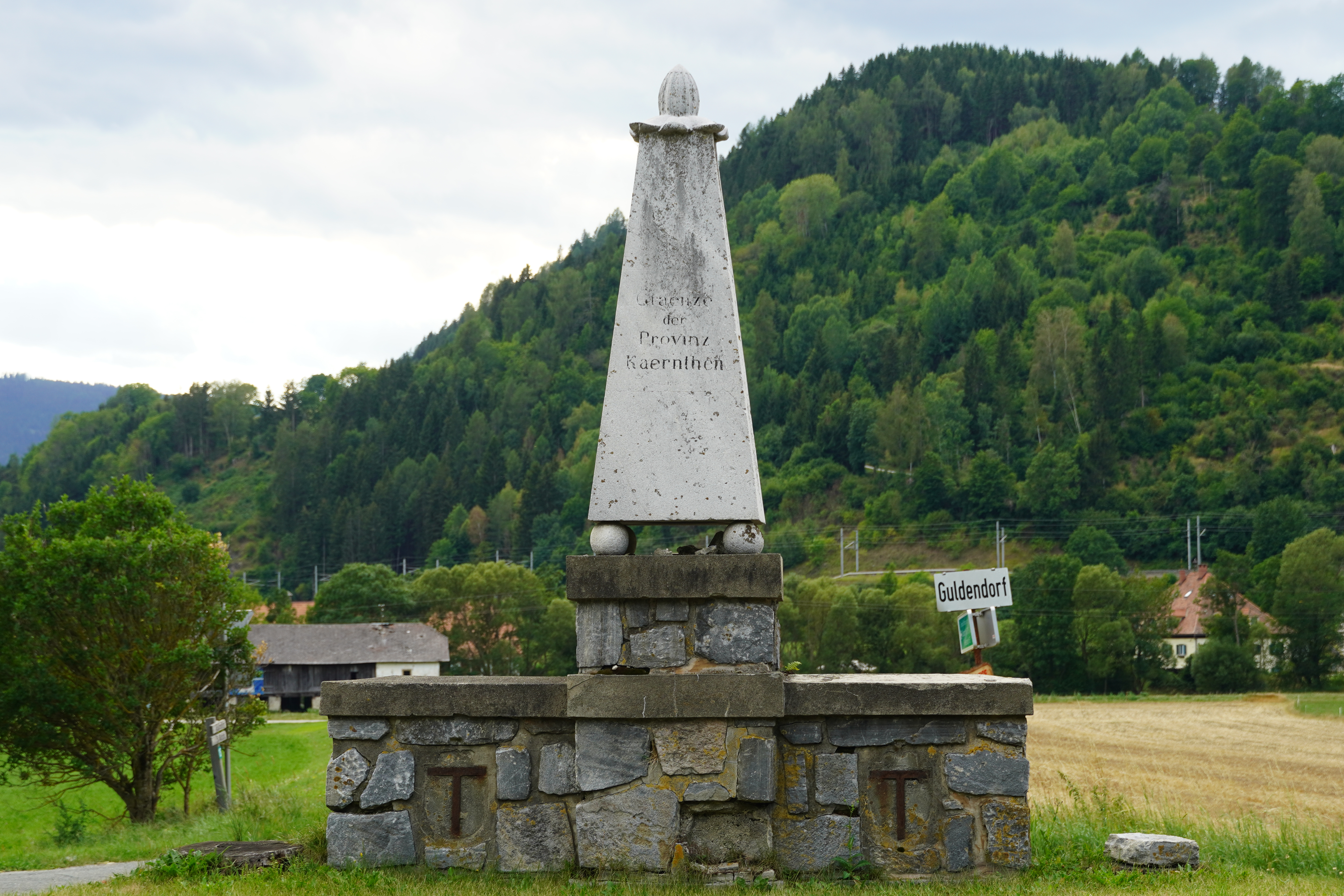
Grenzstein Steiermark-Kärnten; im Hintergrund Ortstafel und ein Gebäude des Orts Guldendorf

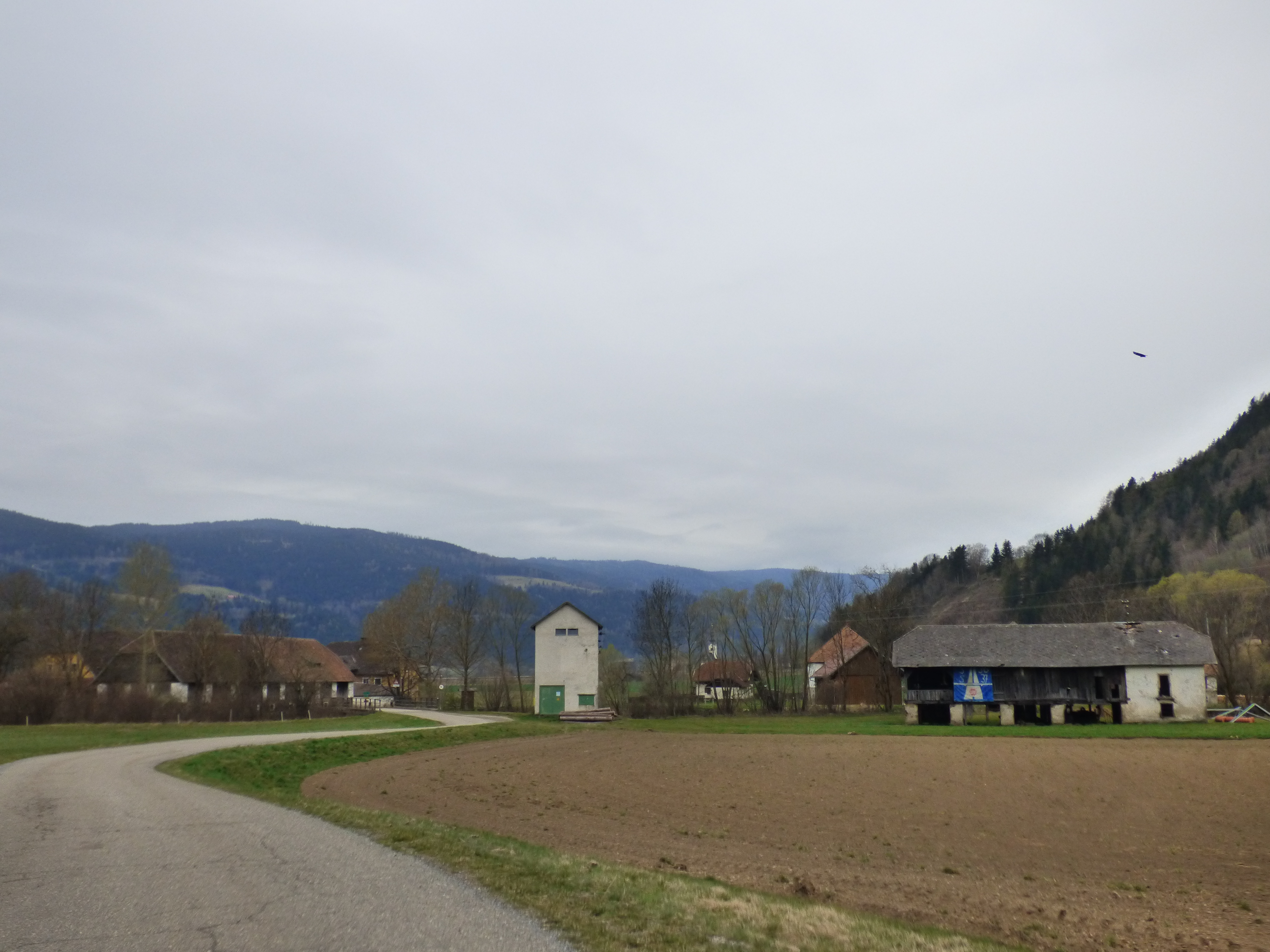
Guldendorf. links der Straße Kärnten, rechts der Straße Steiermark

Guldendorf ist ein Ort in Österreich, durch den die Grenze zwischen den Bundesländern Steiermark und Kärnten verläuft. Der Kärntner Anteil des Orts wird als Ortschaft der Stadtgemeinde Friesach geführt; der steirische Anteil des Orts gilt als Teil der zur Gemeinde Neumarkt in der Steiermark gehörenden Ortschaft Dürnstein in der Steiermark und wurde früher bei Volkszählungen zeitweise als Ortsbestandteil von Dürnstein ausgewiesen.
1122 würde die Grenze zwischen den Grafschaften Friesach und Judenburg und somit zwischen seinerzeitigen Herzogtümern Kärnten und Steiermark bei Dürnstein festgelegt; davor verlief die Grenze weiter im Norden, am Nordabhang des Perchauer Sattels.
Der Ort Guldendorf wurde 1311 urkundlich genannt. Ob sich der Ortsname vom Edelmetall Gold oder von einem Personennamen (Goldo? Gola?) ableitet, ist ungewiss.

## Lage
Guldendorf liegt am Nordrand des Friesacher Felds, an der Olsa, etwa 4 km nordwestlich des Ortskerns von Friesach, und etwa 11 km südlich des Orts Neumarkt in Steiermark. Der Ort liegt etwa 300 m westlich der Friesacher Straße, von der aus er über eine entlang der Landesgrenze verlaufende Zufahrt erreichbar ist.

## Kärntner Teil von Guldendorf
Der Kärntner Teil des Orts Guldendorf ist eine Ortschaft in der Gemeinde Friesach im Bezirk Sankt Veit an der Glan. Die Ortschaft hat 4 Einwohner (Stand 1. Jänner 2024).

### Geschichte
Auf dem Gebiet der Steuergemeinde St. Salvator liegend, gehörte der Kärntner Teil von Guldendorf in der ersten Hälfte des 19. Jahrhunderts zum Steuerbezirk Dürnstein. Bei Gründung der Ortsgemeinden in Verbindung mit den Verwaltungsreformen Mitte des 19. Jahrhunderts kam die Ortschaft an die Gemeinde St. Salvator. Seit 1973 gehört der Kärntner Teil von Guldendorf zur Gemeinde Friesach.

### Bevölkerungsentwicklung
Für die Kärntner Ortschaft Guldendorf ermittelte man folgende Einwohnerzahlen:
- 1869: 4 Häuser, 25 Einwohner[4]
- 1880: 4 Häuser, 13 Einwohner[5]
- 1890: 4 Häuser, 25 Einwohner[6]
- 1900: 4 Häuser, 26 Einwohner[7]
- 1910: 3 Häuser, 22 Einwohner[8]
- 1923: 3 Häuser, 29 Einwohner[9]
- 1934: 18 Einwohner[10]
- 1961: 1 Haus, 12 Einwohner[11]
- 2001: 2 Gebäude (davon 2 mit Hauptwohnsitz) mit 2 Wohnungen; 8 Einwohner und 0 Nebenwohnsitzfälle; 2 Haushalte; 0 Arbeitsstätten, 1 land- und forstwirtschaftlicher Betrieb[12]
- 2011: 2 Gebäude, 7 Einwohner, 1 Haushalt, 0 Arbeitsstätten[13]
- 2021: 1 Gebäude, 4 Einwohner, 1 Haushalt, 1 Arbeitsstätte[14]

## Steirischer Teil von Guldendorf
Der steirische Teil des Orts Guldendorf gehört zur Ortschaft Dürnstein in der Steiermark der Gemeinde Neumarkt in der Steiermark im Bezirk Murau.

### Geschichte
Bei Gründung der Ortsgemeinden Mitte des 19. Jahrhunderts kam der steirische Teil von Guldendorf an die damalige Gemeinde Dürnstein in der Steiermark. Seit der Gemeindestrukturreform 2015 gehört der Ortsteil zur Gemeinde Neumarkt in der Steiermark.

### Bevölkerungsentwicklung
Für den steirischen Ortsteil ermittelte man folgende Einwohnerzahlen:
- 1880: 3 Häuser, 29 Einwohner[15]
- 1910: 4 Häuser, 27 Einwohner[16]
- 1961: 4 Häuser, 24 Einwohner[17]

## Söhne und Töchter des Ortes
- Johann Rauchenwald (1812–1868), österreichischer Landwirt und Politiker